# Mont Kaguyak
El mont Kaguyak (en anglès Mount Kaguyak) és un estratovolcà situat a la part nord-est del Parc i Reserva Nacional de Katmai a l'estat d'Alaska, als Estats Units. La caldera fa 2,5 km d'amplada i està omplerta per un llac de cràter de més de 180 metres de profunditat. La superfície del llac del cràter es troba uns 550 metres per sota de l'extrem superior de la caldera. El volcà s'eleva fins als 901 metres d'altitud i destaca perquè s'eleva des de zones properes al nivell del mar al sud del Big River. Gràcies a la datació per radiocarboni es pot saber quer l'erupció que creà la caldera va tenir lloc fa uns 5.800 anys. Durant aquesta erupció, almenys 120 km² foren coberts per dacita ignimbrita.